# Mário Azevedo
Mario Joaquim Azevedo (1940) es un novelista mozambiqueño, historiador, profesor, y epidemiólogo.
Un refugiado, Azevedo, apreciado como una de las voces mozambiqueñas más notables durante los años de la Guerra de Independencia de Portugal, emigrado de su país nativo a Estados Unidos, donde recibió su B.A. de la Universidad Católica de América, su M.A., Ph.D. de la Universidad Duke, y de la Universidad americana, y su M.P.H de la Universidad de Carolina del Norte en Chapel Hill.
En 1980, es profesor asociado de historia en Jackson Universidad Estatal;  pasando en 1986 a la UNC Charlotte, donde es profesor Frank Porter Graham y ocupa una silla del Departamento de Estudios africano-estadounidense.
Azevedo fue co-coordinador del Southeastern Seminario Regional en Estudios de África de 1987 a 1989.

## Obra
- El Cazador de Regresar, 1978[8]

- África y Sus Personas: Una Encuesta Interdisciplinaria del Continente (editor), 1982[8]

- Camerún y Su Carácter Nacional (editor), 1984[8]

- Camerún y Chad en Perspectivas Históricas y Contemporáneas (editor), 1989[8]

- Diccionario histórico de Mozambique, 1991[8]

- Kenia: La Tierra, las Personas, y la Nación (editor), 1993[8]

- Africana Estudios: Una Encuesta de África y la Diáspora africana (editor), 1993[8]

- Chad: Una Nación en Búsqueda de Su Futuro (co-authored con Emmanuel U. Nnadozie), 1997[8]

- Raíces de Violencia: Historia de Guerra en Chad, 1998[8]

- Tragedia y Triunfo: Refugiados de Mozambique en África Del sur, 1977-2001, 2002